# Dissonansteorien
Dissonansteorien er et psykologisk begreb:
Det enkelte individ vil tilstræbe harmoni (konsonans) i holdninger og værdier med den gruppe af mennesker, det befinder sig i. Hvis der er dissonans vil mindretallet ændre holdning, selv til acceptere meninger hvor fakta er klart modstridende.
| Psi | Spire Denne artikel om psykologi er en spire som bør udbygges. Du er velkommen til at hjælpe Wikipedia ved at udvide den. |